# Fatshe leno la rona
Fatshe leno la rona est l'hymne national du Botswana. Écrit et composé par Kgalemang Tumedisco Motsete, il a été adopté en 1966 lorsque le pays est devenu indépendant.

## Paroles
| Paroles officielles (tn) | Transcription API |
| Fatshe leno la rona Ke mpho ya Modimo, Ke boswa jwa borraetsho; A le nne ka kagiso. Khorase: Tsogang, tsogang! Banna, tsogang! Emang, basadi, emang, tlhagafalang! Re kopane le go direla Lefatshe la rona. 'Ina lentle la tumo La tšhaba ya Botswana, Ka kutlwano le kagisano, E bopagantswe mmogo. Khorase | /fatsʰɪ lɪnʊ la rʊna/ /kɪ mpʰʊ ja mʊdimʊ ǀ/ /kɪ bʊswa jwa bʊrraɪtsʰʊ ǀ/ /a lɪ nnɪ kɪ kaχisʊ ‖/ /kʰʊrasɪ/ /tsʊχaŋ ǀ tsʊχaŋ ‖ banna ǀ tsʊχaŋ ‖/ /ɪmaŋ ǀ basadi ǀ ɪmaŋ ǀ tɬʰaχafalaŋ ‖/ /rɪ kʊpanɪ lɪ χʊ dirɪla/ /lɪfatsʰɪ la rʊna ‖/ /ina lɪntɬɪ la tumʊ/ /la tʃʰaba ja bʊtswana ǀ/ /ka kutɬwanʊ lɪ kaχisanʊ ǀ/ /ɪ bʊpaχantswɪ mmʊχʊ ‖/ /kʰʊrasɪ/ |